# Hildur Møller
Hildur Minna Møller, geb. Sørensen (* 27. August 1885 in Kopenhagen; † 29. Dezember 1936 ebenda) war eine dänische Stummfilmschauspielerin.

## Biografie
Møller wuchs als Tochter von Henrik Sørensen und Marie Christine Walbom in Kopenhagen auf.
Sie absolvierte ihre Schauspielausbildung von 1903 bis 1906 an der Eleveskole des Königlichen Theaters Kopenhagen, wo sie auch ihr Bühnendebüt als Darstellerin hatte. Sie wirkte im Laufe ihrer Karriere in zahlreichen Theaterstücken, Operetten, Musicals und in Kabarett-Programmen mit, so unter anderem auch am Odense Teater, Aarhus Teater, Folketeatret, Dagmarteatret oder am Det Ny Teater. Von 1912 bis 1919 stand sie in 21 Stummfilmen als Schauspielerin vor der Kamera.
Sie war vom 9. November 1907 an mit dem Schauspieler Valdemar Møller verheiratet. Die Ehe blieb kinderlos. Ihre Grabstätte befindet sich auf dem Assistenzfriedhof in Kopenhagen.